# بولانليق
بولانليق هي قرية في مقاطعة ميانة، إيران. عدد سكان هذه القرية هو 456 في سنة 2006.